# Varicap

Símbolo do Varicap

Varicap ou varactor, é um tipo de diodo que possui uma capacitância variável em função da tensão à qual ele é submetido. A nomenclatura varicap vem do inglês variable capacitance (capacitância variável) e varactor vem também do inglês variable reactance (reatância variável) e são duas nomenclaturas utilizadas para denominar o mesmo tipo de dispositivo.

## Funcionamento
Quando reversamente polarizados, os diodos semicondutores apresentam em sua junção PN uma capacitância que é devida à presença de portadores de carga separados por uma camada isolante (formada pela recombinação dos portadores). Essa região também é chamada de zona de depleção. Ao variarmos a tensão nos terminais desse diodo, variamos a separação destes portadores, ou seja, a largura dessa camada isolante, o que equivale a aumentar o meio dielétrico entre as placas energizadas de um capacitor. Dessa forma, atuando sobre a tensão no diodo, temos uma resposta na capacitância gerada. Em diodos semicondutores comuns, esse efeito não é muito expressivo (i.e. é preciso uma grande variação de tensão para variar significativamente a capacitância). Por isso, os varicaps são construídos de modo a se ampliar esse efeito capacitivo, tornando-os mais sensíveis a variações de tensão, enquanto que os diodos comuns geralmente são feitos de forma a minimizar esse efeito.

## Aplicações
Aparelhos de televisão possuem um seletor de canais automático que contém diodos varicaps com a função de sintonizar as frequências dos canais recebidos em consequência da variação de tensão em seus catodos (polarização reversa), acarretando mudança de capacitância internamente nestes diodos.